# Гриффитс, Луиза
Луиза Гриффитс (англ. Louise Griffiths; род. 31 июля 1978, Хартфордшир, Англия) — британская поп-певица, композитор, модель и актриса. Была участницей английского варианта[какого?] «Фабрики звёзд» в 2003 году.

## Музыкальная карьера
Гриффитс была членом девичьей группы Orchid, записавшей хит «Sound Of The Underground» в 2001 году. Их сингл не был выпущен, но песня была позже повторно записана поп-группой Girls Aloud; песня стала хитом № 1 для Girls Aloud в 2002 году. Вскоре после этого Orchid распалась.
В 2003 году Гриффитс была одной из первых четырёх студентов, выбранных для телешоу на BBC «Fame Academy 2», вскоре её бойфрендом стал гонщик Формулы-1 Дженсон Баттон. Сейчас[когда?] она встречается с Джесси Спенсером. Хотя Гриффитс не получила контракта на запись в студии после шоу, она вместе с сокурсником по шоу Алистером Гриффином записывает песню «The Heart Can't Lie», которая была включена в его дебютный альбом «Bring It On», занявший 12 место в чарте Великобритании в январе 2004 года.

## Кинокарьера
В 2006 году дебют в роли Мелиссы в фильме ужасов «The Devil's Chair». Это была премьера на Каннском кинофестивале в мае 2007 года, и первая картина на экране в Великобритании в августе 2007 на кинофестивале Fright Fest Film Festival.
В апреле 2008 года снялась в чёрной комедии «The Revenant» и сыграла в Command & Conquer Red Alert 3: Uprising роль командующего Лидии Уинтерс.
Луиза в настоящее время[когда?] снимается в фильме «All's Faire in Love» вместе с Кристиной Риччи, Мэттью Лиллардом и Энн-Маргрет.

## Фильмы
| Год  |     | Русское название                   | Оригинальное название          | Роль                   |
| ---- | --- | ---------------------------------- | ------------------------------ | ---------------------- |
| 2007 | ф   | Третье измерение ада               | The Devil's Chair              | Мелисса                |
| 2008 | в   | Один в темноте 2                   | Alone in the Dark II           | ведьмин голос, озвучка |
| 2009 | ф   | Мертвеход                          | The Revenant                   | Джанет                 |
| 2009 | ф   | В любви все средства хороши        | All's Faire in Love            | Джо                    |
| 2010 | кор | Автоматика                         | Automation                     | терапевт               |
| 2010 | ф   | Теккен                             | Tekken                         | Саффира                |
| 2010 | ф   | Логопед                            | The Speech Therapist           | Джейн                  |
| 2010 | с   | Уорен - обезьяна                   | Warren the Ape                 | Луис                   |
| 2011 | ф   | Грязевой человек                   | The Mudman                     | Жозефина Уайт          |
| 2011 | ф   | Саймон говорит                     | Simon Says                     | Миранда                |
| 2011 | кор | Я сделаю так, чтобы вы меня любили | I Will Make You Love Me        | Джулия Линн            |
| 2011 | кор | За гранью                          | Beyond                         | Джесси                 |
| 2011 | с   | Орлиное сердце                     | Eagleheart                     | женщина                |
| 2012 | с   | C.S.I.: Место преступления         | CSI: Crime Scene Investigation | мистер Хобарт          |
| 2012 | с   | Морская полиция: Спецотдел         | NCIS                           | Мэри Гардокки          |
| 2012 | ф   | Сложный флип                       | Hardflip                       | Денис                  |
| 2013 | ф   | Охотники на гангстеров             | Gangster Squad                 | кричащая женщина       |
| 2013 | ф   | И.М.                               | I.M.                           | Алекс                  |
| 2013 | ф   | Укусы целомудрия                   | Chastity Bites                 | Лиз Бато               |
| 2013 | ф   | Больной от любви                   | Lovesick                       | Ясинда                 |

## Компьютерные игры
- Command & Conquer: Red Alert 3 - Uprising — Лидия Уинтерс